# Fernand Vercauteren
Fernand Vercauteren (né à Ledeberg le 3 août 1903 – mort à Gand le 12 février 1979) est un historien belge. Spécialiste du Moyen Âge, il est chargé de cours à l'Université coloniale de Belgique (1931), puis chargé de cours (1938) et professeur (1942) à l'université de Liège.

## Biographie
Fernand Vercauteren est issu d'une famille aisée de la bourgeoisie gantoise. Il accomplit ses études secondaires à l'Athénée de Gand et ses études universitaires d'Histoire à l'Université de Gand, où il suit l'enseignement de ses "maîtres" Henri Pirenne et François-Louis Ganshof. Il se forme également à Paris auprès de Ferdinand Lot et de Maurice Prou et à Vienne auprès d'Alfons Dopsch. Sa thèse de doctorat, soutenue à l'Université de Gand et publiée en 1934 dans les collections de l'Académie royale de Belgique, s'intitule Étude sur les civitates de la Belgique seconde. Contribution à l'histoire urbaine du nord de la France de la fin du IIIe à la fin du XIe siècle.
Globalement bien reçue par ses pairs, notamment par Félix Rousseau, cette thèse lui permet d'être nommé comme chargé de cours à l'Université coloniale de Belgique (Anvers) en 1931, puis à l'Université de Liège en 1938. À la mort de Jules Closon en 1942, il devient professeur ordinaire à l'Université de Liège. Il y est titulaire de la chaire d'histoire médiévale jusqu'à son accession à l'éméritat en 1973. Il est élu membre de la Commission royale d'histoire en 1947 et de l'Académie royale de Belgique en 1960. De 1949 à 1954, il est également directeur de l'Academia Belgica, à Rome.

## Activité scientifique
Fernand Vercauteren s'illustre principalement dans le domaine de l'histoire urbaine du Moyen Âge. Son Étude sur les civitates de la Belgique seconde, dans laquelle il analyse l'histoire des cités du Nord de la France (Cambrai, Arras, etc.) et de la Belgique actuelle (Tournai) au haut Moyen Âge, est poursuivie par de nombreuses autres études d'histoire urbaine publiées sous forme d'articles scientifiques. En 1943, il publie Luttes sociales à Liège, XIIIe et XIVe siècles, qui fait la synthèse de plusieurs années de travaux menés en séminaire avec les étudiants de l'Université de Liège. Ses recherches lui permettent de devenir membre de la Commission Internationale d'Histoire des Villes en 1965.
Fernand Vercauteren se distingue aussi dans le champ de la diplomatique, comme en témoignent, entre autres, des publications consacrées aux actes de Charles le Simple ou au chancelier de Hainaut Gislebert de Mons. En 1938, il édite dans les collections de la Commission royale d'histoire les actes des comtes de Flandre pour la période courant de 1071 à 1128, c'est-à-dire correspondant aux principats de Robert Ier le Frison, Robert II de Jérusalem, Baudouin VII à la Hache et Charles le Bon.
Au sortir de la Seconde Guerre mondiale, il reprend en main la revue historique franco-belge Le Moyen Âge, dont la parution avait été interrompue par la guerre et le décès de Maurice Wilmotte. Il en devient l'un des quatre co-directeurs, en compagnie de son collègue liégeois Maurice Delbouille et des médiévistes français Robert Bossuat et Léon Levillain. Épaulé par son élève André Joris, il sera l'une des chevilles ouvrières de la revue jusqu'à son décès. La Correspondance de la revue Le Moyen Âge se trouve dans la Réserve de la Bibliothèque Interuniversitaire de la Sorbonne.

## Publications
- Étude sur les civitates de la Belgique Seconde, contribution à l'histoire urbaine du nord de la France, de la fin du IIIe à la fin du XIe siècle, Bruxelles, Académie royale de Belgique, 1934 (Classe des Lettres et des Sciences morales et politiques, Mémoiresn Collection in-8°, 2e série, t. 33).
- Actes des comtes de Flandre (1071-1128), Bruxelles, Commission royale d’Histoire, 1938 (Recueil des actes des princes belges, 2).
- Luttes sociales à Liège, XIIIe et XIVe siècles, Bruxelles, La Renaissance du livre, 1943 (Notre passé, 3).
- Cent ans d'histoire nationale, Bruxelles, La Renaissance du livre, 1959 (Notre passé, 7).